# Grunt to rodzinka
Grunt to rodzinka (ang. The Brady Bunch Movie) – amerykańska komedia familijna.

## Fabuła
Film opowiada o rodzinie Brady'ch. Mike i Carol mają tylko tydzień na zapłacenie 20 tys. dolarów zaległych podatków, albo stracą dom na rzecz sąsiada. Co gorsza, nos Marcii puchnie tuż przed jej randką, Cindy nałogowo plotkuje, a w Jan odzywa się wewnętrzny głos. Dlatego dzieci zgłaszają się do konkursu z nagrodą 20 tys. dolarów i mają zamiar tam zaśpiewać.

## Obsada
- Shelley Long jako Carol
- Gary Cole jako Mike
- Tamara Mello jako Stacy
- James Avery jako pan Steve Yeager
- Lisa Sutton jako Hooker
- R.D. Robb jako Charlie Anderson
- Marissa Ribisi jako Holly
- Shane Conrad jako Doug Simpson
- Alanna Ubach jako Noreen
- Moriah Snyder jako panna Dittmeyer
- Michael McKean jako pan Larry Dittmeyer
- Jean Smart jako pani Dina Dittmeyer
- Megan Ward jako Donna Leonard
- Jack Noseworthy jako Eric Dittmeyer
- David Graf jako Sam Franklin
- Henriette Mantel jako Alice Nelson
- Jesse Lee Soffer jako Bobby Brady
- Olivia Hack jako Cindy Brady
- Paul Sutera jako Peter Brady
- Jennifer Elise Cox jako Jan Brady
- Christopher Daniel Barnes jako Greg Brady
- Christine Taylor jako Marcia Brady
- Steven Gilborn jako pan Phillips
- Alexander Pourtash jako pan Amir
- Jennifer Blanc-Biehn jako dziewczyna z doliny
- David Leisure jako Jason
- Tammy Townsend jako Danielle
- Keone Young jako pan Watanabe
- Reni Santoni jako oficer policji
- RuPaul jako pani Cummings

## Nagrody
| Nazwa nagrody              | Kategoria                                                    | Rok  | Wynik     |
| -------------------------- | ------------------------------------------------------------ | ---- | --------- |
| Casting Society of America | Best Casting for Feature Film, Comedy                        | 1995 | Nominacja |
| MTV Movie Award            | Najlepsza Scena Taneczna                                     | 1995 | Nominacja |
| Young Artist Award         | Best Perfomances by a Young Ensemble – Feature Film or Video | 1996 | Nominacja |